# Stars Are Blind
Stars Are Blind – pierwszy singel, promujący debiutancki album Paris Hilton, zatytułowany po prostu Paris.
Powstał do niego również wideoklip, w którym Paris odgrywa romantyczne sceny na plaży, tańczy między palmami i wije się po piasku w skąpym bikini. Na końcu można zobaczyć Paris za kierownicą ekskluzywnego kabrioletu.

## Pozycje na listach przebojów

### Ameryka Północna/Południowa
| Lista                              | Pozycja |
| ---------------------------------- | ------- |
| Brazylia (ABPD)                    | 33      |
| Kanada (Nielsen SoundScan)         | 4       |
| US (Billboard Hot 100)             | 18      |
| US Dance Club Songs (Billboard)    | 1       |
| US Mainstream Top 40 (Billboard)   | 16      |
| Wenezuela Pop Rock (Record Report) | 2       |

### Australia i Oceania
| Lista                             | Pozycja |
| --------------------------------- | ------- |
| Australia (ARIA)                  | 7       |
| Nowa Zelandia (Recorded Music NZ) | 12      |

#### Końcowo Roczne
| Lista            | Pozycja |
| ---------------- | ------- |
| Australia (ARIA) | 77      |